# Cell Metabolism
Cell Metabolism — щомісячний рецензований науковий журнал, який висвітлює фізіологію з акцентом на розумінні молекулярної основи того, як організм саморегулюється в умовах змін, і як порушення цього балансу можуть призвести до захворювання. Журнал був заснований у 2005 році та видається Cell Press. Головний редактор Еллісон Еванс (2023).
Відповідно до Journal Citation Reports, імпакт-фактор журналу на 2020 рік становить 27,287, що ставить його на третє місце серед 128 журналів у категорії «Ендокринологія та метаболізм».

## Цілі та сфера застосування
Cell Metabolism присвяченим публікації нових, важливих статей, що охоплюють базові та клінічні метаболічні дослідження, з фокусом на молекулярні механізми, що лежать в основі фізіологічного гомеостазу, і патологічним змінами під час хвороби.
Місія журналу полягає в тому, щоб забезпечити спільноту дослідників метаболізму форумом для обміну ідеями та концепціями, а також сприяти міждисциплінарним дослідженням і співпраці.
Сфера клітинного метаболізму включає діабет, ожиріння, функцію бета-клітин підшлункової залози, біологію жирової тканини, ліпідний обмін, серцево-судинну біологію, імунометаболізм, гомеостаз кісток, старіння та реакції на стрес, саркопенію, проміжний метаболізм і рак, кахексію, нейронний контроль метаболізму та метаболічних порушень, що викликають нейродегенерацію, циркадна біологія, енергетика стовбурових клітин, метаболізм фізичних вправ, біологія мітохондрій та інших метаболічних органел, таких як пероксисоми та ендоплазматичний ретикулум тощо.
Для оригінальних дослідницьких статей доступні різні формати, наприклад «Дослідницька стаття», «Коротка стаття», «Клінічний і перекладний звіт» і «Ресурс». Для недослідницьких статей (основна тема) формати включають «Лист», «Есе», «Мініогляд», «Огляд» і «Перспектива».